# Varsham Boranyan
Varsham Boranyan (in armeno Վարշամ Բորանյան?; Akhuryan, 4 marzo 1988) è un lottatore armeno, specializzato nella lotta greco-romana.

## Biografia
Ha gareggiato per il club di lotta Achurian. È stato allenato da Aram Gasparyan.
Si è laureato campione continentale agli europei di Riga 2016, vincendo la finale del torneo dei 71 chilogrammi contro il serbo Aleksandar Maksimović.

## Palmarès
- Europei

Riga 2016: oro nei -71 kg.